# Eusimonia kabiliana
Espèce
Synonymes
- Gluvia kabiliana Simon, 1879

Eusimonia kabiliana est une espèce de solifuges de la famille des Karschiidae.

## Distribution
Cette espèce se rencontre en Algérie, en Égypte et en Israël.

## Description
Le mâle holotype mesure 15 mm.

## Étymologie
Son nom d'espèce lui a été donné en référence au lieu de sa découverte, la Kabylie.

## Publication originale
- Simon, 1879 : Essai d'une classification des Galéodes, remarques synonymiques et description d'espèces nouvelles ou mal connues. Annales de la Société Entomologique de France, sér. 5, vol. 9, p. 93–154 (texte intégral).